# Nemanja Miletić
Nemanja Miletić (serb. Немања Милетић, ur. 21 lipca 1991 w Loznicy) – serbski piłkarz występujący na pozycji obrońcy, reprezentant Serbii w latach 2016–2017.

## Kariera klubowa
Grę w piłkę nożną rozpoczął w akademii FK Crvena zvezda z Belgradu. W sezonie 2008/09 został włączony do składu pierwszego zespołu. Na początku sezonu 2009/10 został wypożyczony do trzecioligowego klubu FK Sopot, gdzie zanotował pierwsze występy na poziomie seniorskim. Z nadejściem 2010 roku odszedł z FK Crvena zvezda i kontynuował karierę w III lidze jako zawodnik FK Radnički Stobeks, FK Sopot oraz FK Mačva Šabac. Latem 2013 roku został piłkarzem FK Javor Ivanjica. 11 sierpnia tegoż roku zadebiutował w SuperLidze w wygranym 4:2 spotkaniu przeciwko FK Crvena zvezda. W sezonie 2013/14 spadł z tym klubem z serbskiej ekstraklasy, powracając do niej po jednym roku. W sezonie 2015/16 dotarł z FK Javor do finału Pucharu Serbii, w którym jego zespół uległ 0:2 FK Partizan.
W czerwcu 2016 roku za kwotę 260 tys. euro został kupiony przez FK Partizan, trenowany przez Ivana Tomicia, gdzie podpisał czteroletni kontrakt. W sezonie 2016/17 zdobył krajowy dublet. W lipcu 2017 roku zadebiutował w europejskich pucharach w dwumeczu przeciwko FK Budućnost Podgorica (2:0, 0:0) w eliminacjach Ligi Mistrzów 2017/18. Po odpadnięciu przez FK Partizan z kwalifikacji Ligi Mistrzów wystąpił we wszystkich spotkaniach fazy grupowej Ligi Europy 2017/18. W sezonach 2017/18 i 2018/19 wywalczył Puchar Serbii. Wiosną 2019 roku, po przyjściu trenera Savo Miloševicia, stracił miejsce w składzie i został desygnowany do opuszczenia zespołu. Z powodu kontuzji nie wziął udziału w przygotowaniach do sezonu 2019/20. W sierpniu 2019 roku rozwiązał polubownie swoją umowę, zrzekając się jednocześnie zaległości finansowych, jakie miał wobec niego klub.
Wkrótce po tym Miletić podpisał roczny kontrakt z Koroną Kielce prowadzoną przez Mirosława Smyłę. Początkowo występował w drużynie trzecioligowych rezerw. 15 grudnia 2019 zadebiutował w Ekstraklasie w wygranym 1:0 spotkaniu przeciwko Cracovii. W maju 2020 roku, po zaliczeniu 2 ligowych meczów, odszedł z klubu.

## Kariera reprezentacyjna
29 września 2016 zadebiutował w reprezentacji Serbii w przegranym 0:3 towarzyskim meczu z Katarem w Doha. 29 stycznia 2017 zanotował drugi występ w drużynie narodowej w towarzyskim spotkaniu przeciwko Stanom Zjednoczonym (0:0) w San Diego.

## Sukcesy
FK Partizan
- mistrzostwo Serbii: 2016/17
- Puchar Serbii: 2016/17, 2017/18, 2018/19